# Filon iz Biblosa
Filon iz Biblosa (starogrško starogrško Φίλων Βύβλιος, Phílōn Býblios, latinsko Philo Byblius), znan tudi kot Herenij Filon, je bil avtor v grščini pisanih slovničnih, slovarskih in zgodovinskih del, * 64, Biblos, Fenicija, † 141.
Znan je predvsem po Zgodovini Feničanov, povzeti po Sanhuniatonovih delih, pisanih v feničanščini.

## Življenje
Filon je bil rojen v Biblosu v sedanjem Libanonu. Ustvarjal je med vladanjam cesarja Hadrijana (vladal 117-138) in napisal njegov življenjepis, ki se ni ohranil. Njegovo ime Herenij kaže, da je bil varovanec consula suffectusa Herenija Severja, preko katerega je dobil status rimskega državljana.

## Dela
Filon je napisal slovar sopomenk, seznam znanstvenih piscev in njihovih del, organiziran po kategorijah,  katalog mest z njihovimi slavnimi meščani  in Življenjepis cesarja Hadrijana z naslovom Vita. Nekaj njegovih del je znanih samo po naslovih, druga pa so ohranjena v odlomkih v navedkih krščanskih avtorjev. Med njegova dela spadajo:
- O nabavi in izbiri knjig.
- O mestih in njihovih slavnih možeh; delo je povzel slovničar Aelij Seren (prva polovica 2. stoletja), uporabila pa sta ga tudi Hezihij iz Aleksandrije (5. ali 6. stoletje) in Štefan iz Bizanca (6. stoletje).
- O sopomenkah, ki je v povzetku ohranjeno v delu Amonija Gramatika.[2]

Filon je znam predvsem po prevodu Sanhuniatonove  Zgodovine Feničanov, katere avtor naj bi živel pred trojansko vojno. Zgodovina je ohranjeni v precejšnjih odlomkih, predvsem v Evzebijevi Praeparatio evangelica (i.9; iv. 16). Filonov prevod iz feničanščine daje dober vpogled v feničansko teologijo in mitologijo. 
Nekateri znanstveniki so bili prepričani, da je Sanhuniaton "namišljena oseba, katere ime je nastalo po imenu feničanskega boga Sanhona", dokler ni edinburški profesor P.B.R. Forbes odkril zapisa iz Ras Šamre (starodavni Ugarit) iz 14. stoletja pr. n. št., ki je dokazal, da je bil Sanhuniaton nedvomno resnična oseba.